# Deutsches Meisterschaftsrudern 1901
Das 20. Deutsche Meisterschaftsrudern wurde 1901 in Frankfurt am Main ausgetragen. Wie in den Jahren zuvor wurde nur im Einer der Männer ein Meister ermittelt. Deutscher Meister wurde Richard Gadebusch vom Berliner Ruder-Club.

## Medaillengewinner
| Bootsklasse | Gold                            | Silber                            | Bronze                          |
| ----------- | ------------------------------- | --------------------------------- | ------------------------------- |
| Einer       | Richard Gadebusch (Berliner RC) | Anton Weber-Mönchhof (Mainzer RV) | Otto Noack (Spindlersfelder RV) |